# Schranz
Schranz es un estilo de Hard techno. Típicamente, se pincha alrededor de 150–160 beats por minuto (BPM), pero puede ser más lento. El schranz se basa en patrones rítmicos con un uso masivo del kick (bombo), sonidos distorsionados de sintetizador y samples creados originalmente para crear melodías propias de este estilo, como en cualquier música electrónica. Pueden ser obtenidos de discos, ya sean sonidos de películas u otras bandas o músicos, pero no todos los productores se basan en la misma técnica.

## Etimología
El término surgió en 1994 cuando el DJ de Fráncfort Chris Liebing y The Advent describieron el tipo de techno que estaban buscando cuando compraban en una tienda de discos, posteriormente cerrada, llamada "Boy Records". La siguiente vez que visitaron la tienda el dueño tenía una selección de discos de techno más duros de lo habitual archivados bajo la etiqueta schranz.
Se mantiene la especulación en torno al verdadero significado de la palabra schranz dentro de la escena Hard techno. Muchos creen que simplemente imita el sonido de un loop de percusión de baja fidelidad (lo-fi). Por otro lado, schranzen significa comer haciendo ruido y vorazmente en argot alemán y también es un apellido frecuente en Austria. Otras especulaciones indican que es una contracción de dos nombres alemanes: schrei (grito) y tanz (baile), formando schr-anz.

## Características
El sonido schranz "original" es un tipo de Hard techno muy duro y acelerado (con una velocidad de alrededor de 150 BPM) inspirado por el hardcore techno, New Beat, detroit techno, pero cuyos elementos melódicos son reducidos o eliminados, poniendo el énfasis en la percusión y utilizando normalmente solo stabs sencillos de sintetizador. Un sello distintivo del estilo son los loops profundamente comprimidos y filtrados, combinados con patrones de bombo de Roland 909, snares y hi hats. Un ejemplo serían los discos "The real Schranz 1-3" o la serie "Stigmata" de Chris Liebing.

## Tendencias
Tras alcanzar el cénit de su popularidad en 2001, el Schranz pasó a ser incluso más veloz, por encima de 150 BPM y a veces cruzando la línea que le separa del hardcore techno. Este estilo lo representan Robert Natus, Leo Laker, Tomash Gee, Sven Wittekind, Ocram, Matt M Maddox, DJ Amok, DJ Rush, Felix Kröcher, Torsten Kanzler, Pet Duo, Hardthor, Frank Kvitta, Weichentechnikk, Møra, Waldhaus, Dj Chering, DJ Lukas, Candy Cox, Linda Pearl, Viper XXL, Fatima Hajji, SlugoS, O.B.I., Sepromatiq, OtO’s,  Boris S, Arkus P, Svetec, Greg Notill entre otros muchos. En España, estuvo encabezado por el colectivo barcelonés "Trivialmusik" por Joc & Spy. En Madrid "Krudel" también fue uno de los colectivos pioneros en el género.
- Datos: Q307054